# Holophryxus alaskensis
Holophryxus alaskensis là một loài chân đều trong họ Dajidae. Loài này được Richardson miêu tả khoa học năm 1905.